# Bayraktar TB2

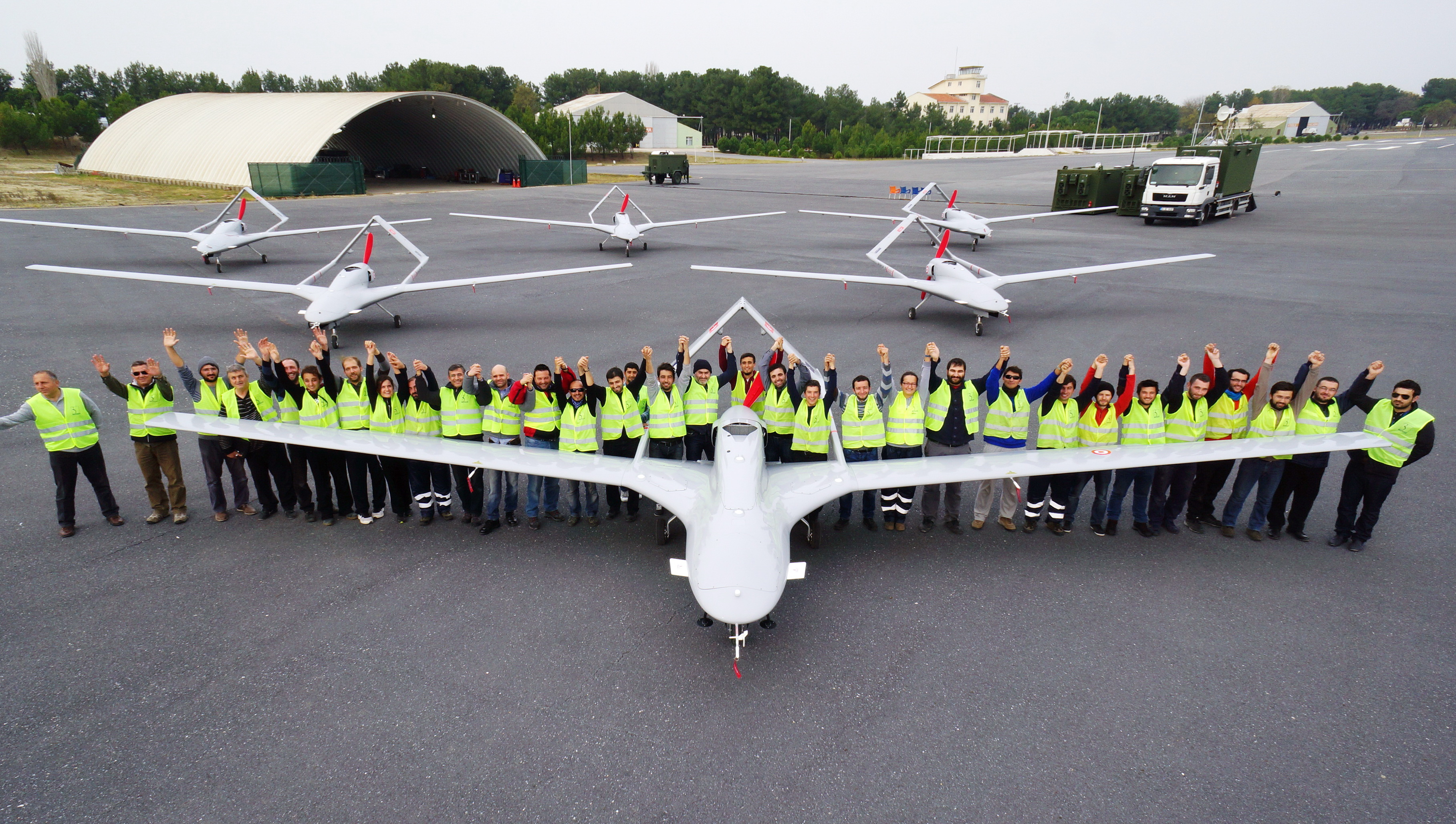
Baykar UAV Team

De Bayraktar TB2 is een onbemand luchtvaartuig dat oorspronkelijk ontwikkeld is voor de Turkse strijdkrachten, maar nu ook door krijgsmachten uit andere landen gebruikt wordt. Hij werd ontwikkeld door de schoonzoon van president Erdogan, Selcuk Bayraktar, met de Kale Group en Baykar Technologies.

## Ontwerp

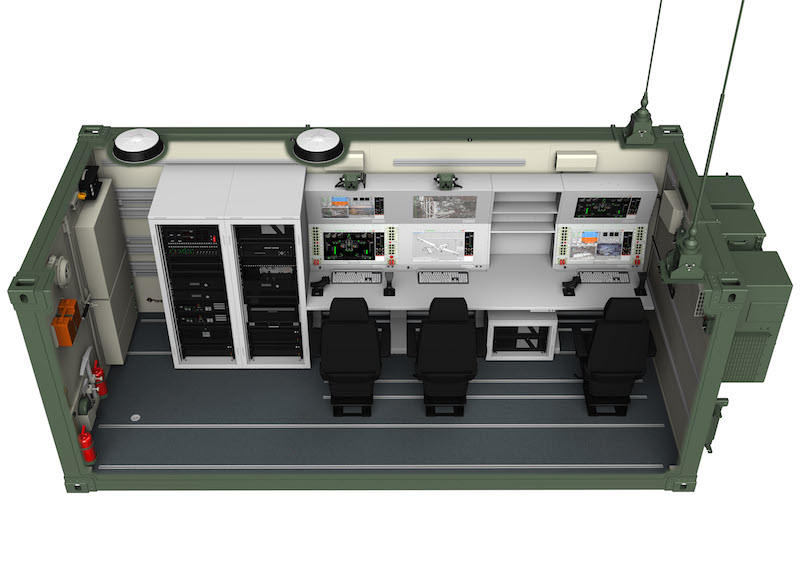
Bedieningskamer

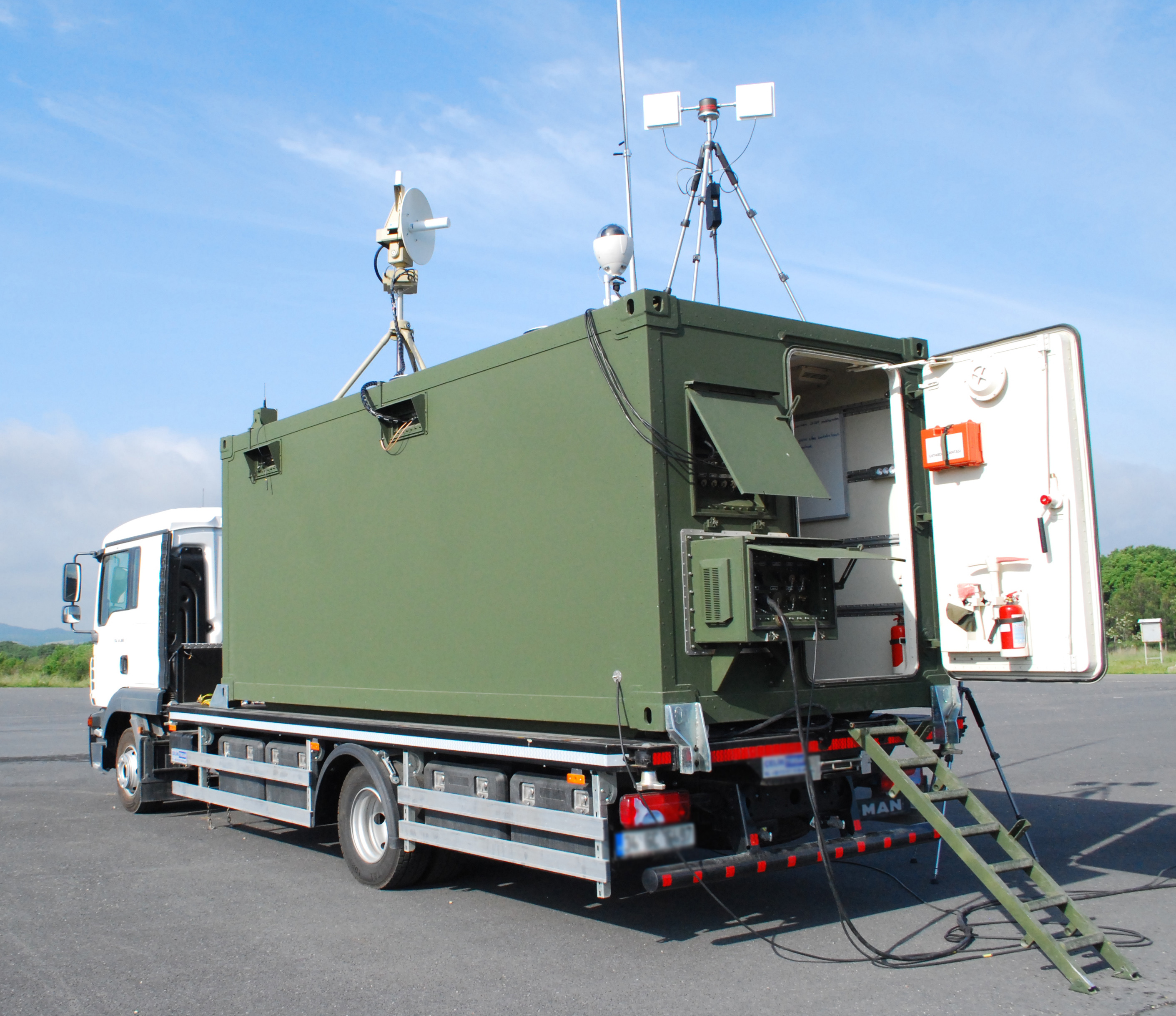
Bayraktar grondbedieningsstation

De Bayraktar heeft een vleugel-rompverbinding zonder overgang met een omgekeerde V-staart. Brandstof wordt opgeslagen in blaastanks en het brandstofverbruik wordt automatisch uitgebalanceerd met magneetventielen.
Deze drones kunnen worden uitgerust met zelfsturende vliegtuigbommen, zoals de MAM-C en de MAM-L van de Turkse firma Roketsan.
Het grondbedieningsstation is gebaseerd op de commando- en controlesystemen van de NAVO. Binnen het station bevinden zich de piloot, de payload-operateur en de missiecommandant.

## Operationele geschiedenis
Op 15 augustus 2018 maakte de Turkse landmacht met succes gebruik van de Bayraktar TB2 in een gezamenlijke grensoverschrijdende operatie van de Turkse strijdkrachten en de nationale inlichtingenorganisatie om in Irak een leider van de PKK uit te schakelen.
Daarnaast is het wapen ingezet in buurlanden van Turkije als Syrië, Libië, Azerbeidzjan en Oekraïne, alle verwikkeld in binnenlandse oorlogen. In juni 2019 berichtten internationale nieuwsmedia dat de Libische regering de Bayraktar gebruikte om een luchtmachtbasis aan te vallen die in het bezit was van het Libische Nationale Leger (LNA) van generaal Haftar.

## Specificaties

### Algemene kenmerken
- Lengte: 6,5 m
- Vleugelspanwijdte: 12 m
- Max. startmassa: 650 kg
- Krachtbron: 1 x Rotax 912-verbrandingsmotor, 100 pk
- Prijs per stuk: 5 miljoen US-dollar (2021)[5]

### Prestatie
- Max. snelheid: 222 km/h
- Kruissnelheid: 129,64 km/h
- Communicatiebereik: 150 km
- Max. hoogte: ongeveer 8.200 m
- Autonomie: 27 uur
- Laadvermogen: 55 kg

## Gebruikers
Azerbeidzjan
- Azerbeidzjaanse strijdkrachten: onbekende hoeveelheid in gebruik.

 Marokko
- De Koninklijke Marokkaanse luchtmacht: 19 stuks, mogelijk meer

 Oekraïne
- Oekraïense strijdkrachten.[6]

 Turkije
- Turkse strijdkrachten: 75 Bayraktars in gebruik.[7]
- Turkse gendarmerie: 18 Bayraktars in gebuik.[8]

 Qatar
- De Reconnaissance and Surveillance Center (RSC) tekende een contract voor de aanschaf van zes onbemande luchtvaartuigen van Bayraktar.[9]

## Trivia
- De Oekraïense artiest Taras Borovok bracht met het liedje Bayraktar een internethit uit over de TB2.